# Joe Almasian
Joseph Michael „Joe” Almasian (orm. Ժոզէֆ Ալմասյան, ur. 8 marca 1967 w Framingham) – ormiański bobsleista, uczestnik igrzysk olimpijskich.
Joe Almasian podczas studiów na University of New Hampshire trenował piłkę nożną i biegi lekkoatletyczne. Po odzyskaniu przez Armenię niepodległości wraz z Kenem Topalianem postanowił reprezentować ten kraj podczas Zimowych Igrzysk Olimpijskich 1994 odbywających się w Lillehammer. Pod koniec 1992 rozpoczęli przygotowania w Lake Placid, gdzie trenowali bobsleje pod okiem byłego olimpijczyka Jima Hickeya. Rząd Armenii wyraził zgodę na udział Almasiana i Topaliana w igrzyskach 2,5 tygodnia przed rozpoczęciem zawodów. Byli pierwszymi sportowcami, którzy reprezentowali Armenię na igrzyskach olimpijskich. W ślizgu dwójek mężczyzn uzyskali łączny czas wynoszący 3:39,81 i zajęli 36. miejsce na 43 zespoły. Almasian po igrzyskach nie brał udziału w żadnych zawodach bobslejowych.
Almasian był inżynierem mechanikiem. Jego dziadkowie uciekli z Armenii w 1915 w czasie ludobójstwa Ormian popełnionego przez Turków.